# Meioneta zebrina
Meioneta zebrina är en spindelart som beskrevs av Chamberlin och Ivie 1944. Meioneta zebrina ingår i släktet Meioneta och familjen täckvävarspindlar. Inga underarter finns listade i Catalogue of Life.